# Laudă
 Lauda este o o formă de recunoaștere a meritelor unei persoane. Exprimare în cuvinte a prețuirii față de cineva sau ceva; cuvinte prin care se exprimă această prețuire, elogiu. Aceasta având printre altele rolul de a motiva persoana respectivă de a-și continua mai departe activitatea. Valoarea laudei este în funcție de gradul de competență și poziția în ierharhia socială, a celui care laudă. 
Lauda de sine este considerată o formă a aroganței, iar efectul este contrar efectului scontat, degradând pe cel în cauză. Goethe spunea: „Man sagt: eitles Eigenlob stinket; das mag sein. Was aber fremder und ungerechter Tadel für einen Geruch habe, dafür hat das Publikum keine Nase” (Se spune că lauda de sine pute, posibil. Dar publicul  n-are nasul pentru a mirosi critica nedreaptă).

## Câteva citate
- Modestia amantului, este trăsătura de caracter care place femeilor mai mult ca iubirea - Richard Brinsley Sheridan, Die Nebenbuhler, II, 2
- Singurul miros neplăcut pe care-l putem suporta este - lauda de sine. Gerhard Uhlenbruck, No Body is perfect!, Rhein Eifel Mosel-Verlag, Ausgabe 1989, S. 22, ISBN 3-924182-16-7
- Lumea te roagă să o critici, ea de fapt așteapă să fie lăudată.- William Somerset Maugham, Der Menschen Hörigkeit, 1917